# Saz
Saz eller baglama er en betegnelse der bruges om en række langhalsede lutinstrumenter. Instrumentet bruges i tyrkisk, aserbajdsjansk, kurdisk, assyrisk, armensk og balkanmusik.
 Der er for få eller ingen kildehenvisninger i denne artikel, hvilket er et problem. Du kan hjælpe ved at angive troværdige kilder til de påstande, som fremføres i artiklen.

- Wikimedia Commons har flere filer relateret til Saz